# Vorsichtsprinzip
Unter Vorsichtsprinzip wird im deutschen Rechnungswesen der Grundsatz verstanden, wonach bei der Bilanzierung alle Risiken und Verluste angemessen zu berücksichtigen sind. Diese Bewertungsregel ist anzuwenden, wenn aufgrund  unvollständiger Information oder der Ungewissheit künftiger Ereignisse automatisch Beurteilungsspielräume entstehen. Damit dient das Vorsichtsprinzip der Kapitalerhaltung und dem Gläubigerschutz. International wird das Vorsichtsprinzip durch den Grundsatz der „Fair presentation“ überlagert.

## Rechtsgrundlagen
Das Vorsichtsprinzip übernimmt im deutschen Bilanzrecht eine übergeordnete Stellung ein. Bereits das Allgemeine Deutsche HGB vom Mai 1861 zielte auf einen umfassenden Gläubigerschutz ab, wobei das Vorsichtsprinzip zu den wichtigsten Leitgedanken gehörte. Das heutige Vorsichtsprinzip ergibt sich aus der apodiktischen Formulierung des § 252 Abs. 1 Nr. 4 HGB, wonach vorsichtig zu bewerten ist. „Namentlich sind alle vorhersehbaren Risiken und Verluste, die bis zum Bilanzstichtag entstanden sind, zu berücksichtigen, selbst wenn diese erst zwischen dem Abschlussstichtag und dem Tag der Aufstellung des Jahresabschlusses bekannt geworden sind…“ Die gewählte Formulierung ist zwingend und lässt dem bilanzierenden Unternehmer keine Alternative hinsichtlich der Anwendung von Ansatz- und Bewertungsfragen, wobei sowohl der Ansatz als auch die Bewertung von Vermögensgegenständen und Schulden vorsichtig erfolgen muss. Unter der Prämisse, dass das bilanzierende Unternehmen die gesetzlichen Vorschriften beachtet und die gestatteten Beurteilungsspielräume sorgfältig und willkürfrei ausübt, ergibt sich grundsätzlich eine Bilanz, die mit dem Vorsichtsprinzip konform geht. Der dem Vorsichtsprinzip zugrundeliegender Gedanke besagt, dass die Lage eines Unternehmens nicht besser dargestellt wird, als sie in Wirklichkeit ist. Dass die Vermögens-, Finanz- und Ertragslage sich möglicherweise schlechter als die Wirklichkeit darstellt, wird dabei in Kauf genommen.

## Folgeprinzipien
Damit das Vorsichtsprinzip operabel umgesetzt werden kann, sind insbesondere zwei Folgeprinzipien gesetzlich verankert, und zwar das Realisations- und Imparitätsprinzip.

### Realisationsprinzip
Das Realisationsprinzip ist Ausdruck des traditionellen Gläubigerschutzgedankens im deutschen Recht. Nach § 252 Abs. 1 Nr. 4 Hs. 2 HGB sind Gewinne im Jahresabschluss nur zu berücksichtigen, wenn sie am Abschlusstag realisiert sind. Neben der Realisierung und Periodisierung von Erträgen regelt das Realisationsprinzip auch die Realisierung und Periodisierung von Aufwendungen. Danach müssen Ausgaben in dem Geschäftsjahr als Aufwand erfasst werden, in dem auch die korrespondierenden Erträge vereinnahmt wurden. Der Handelsbilanzgewinn ist somit als realisierter Periodenumsatzgewinn konzipiert. Es bedarf also regelmäßig eines Umsatzes, um Vermögensänderungen auszulösen.

### Imparitätsprinzip
Im Gegensatz zu nicht realisierten Gewinnen müssen alle bis zum Abschlussstichtag vorhersehbaren unrealisierten Risiken und Verluste berücksichtigt werden (§ 252 Abs. 1 Nr. 4 Hs. 1 HGB). Das gilt auch dann, wenn sie nach dem Bilanzstichtag und bis zum Tag der Bilanzaufstellung bekannt werden (wertaufhellende Tatsachen). Damit sorgt das Imparitätsprinzip für die ungleiche Behandlung unrealisierter Gewinne und Verluste. Es ist ein das Realisationsprinzip korrigierendes Folgeprinzip. Das Imparitätsprinzip wird sowohl beim Niederstwertprinzip (und Höchstwertprinzip) als auch beim Grundsatz, für drohende Verluste bei schwebenden Geschäften Rückstellungen zu bilden, angewandt. Allerdings wurde das Imparitätsprinzip für einen Teilbereich der unternehmerischen Geschäftstätigkeit durch das Bilanzmodernisierungsgesetz aufgehoben.

## Bilanzmodernisierungsgesetz (BilMoG)
Seit Inkrafttreten des BilMoG im Mai 2009 gilt das Imparitätsprinzip nicht mehr uneingeschränkt. Durch die Einführung der Fair-value-Bewertung in § 253 Abs. 1 S. 4 HGB wird das Imparitätsprinzip teilweise ausgehöhlt. Allerdings ist die Fair Value-Bewertung (im deutschen Recht wird dieser Marktwert „beizulegender Zeitwert“ genannt) nur auf bestimmte, zur Erfüllung von Altersversorgungsverpflichtungen erworbene, insolvenzgesicherte Finanzinstrumente und Finanzinstrumente des Handelsbestands begrenzt. Dadurch werden Gewinne in die Bilanz aufgenommen, die noch gar nicht realisiert wurden. Gewinne – auf die obigen Transaktionen beschränkt – sind dann ohne Umsatzakt und Gefahrenübergang erfolgswirksam zu erfassen. Damit nähert sich die konservative deutsche Bilanzierung für einen abgegrenzten Teilbereich der angloamerikanischen Rechnungslegung weiter an.
Für ausgewiesene unrealisierte Gewinne besteht jedoch eine gesetzliche Ausschüttungs- (§ 268 Abs. 8 HGB) und Abführungssperre (§ 301 S. 1 AktG). Die Ausschüttungssperre führt dazu, dass – bisher nicht vereinnahmte – unrealisierte Gewinne nicht ausgeschüttet werden dürfen. Die Abführungssperre gilt allerdings nur für Unternehmen mit Gewinnabführungsverträgen im Rahmen von Organschaften. Für Kreditinstitute besteht nach § 340e Abs. 3 S. 1 HGB eine Sonderregelung. Diese müssen einen Risikoabschlag vom beizulegenden Wert in der Höhe vornehmen, die dem Unterschiedsbetrag zwischen dem beizulegenden Wert zum Zeitpunkt der Bilanzierung und der Einstellung in die Bilanz entsprechen muss. Der Regierungsentwurf zum BilMoG betont, dass „das Vorsichtsprinzip, das Realisationsprinzip und das Stichtagsprinzip ihre bisherige Bedeutung (behalten). Einige der im Gesetzentwurf enthaltenen Vorschriften werden lediglich punktuell anders gewichtet…“. Das hierin nicht erwähnte Imparitätsprinzip hat demnach seine bisherige Bedeutung verloren.

## Grenzen des Vorsichtsprinzips
Eine ungerechtfertigte Übervorsicht oder gar Willkür sollen durch das Prinzip der vernünftigen kaufmännischen Beurteilung verhindert werden. Damit findet die vernünftige kaufmännische Beurteilung ihre Grenzen in der überzogenen Anwendung des Vorsichtsprinzips aus § 252 Abs. 1 Nr. 4 HGB oder in der willkürlichen Ausnutzung von gesetzlich zulässigen Entscheidungsspielräumen. Der BFH hat diesen Beurteilungsspielraum bei Rückstellungen dahingehend eingeengt, dass für den späteren Verpflichtungseintritt „mehr Gründe dafür als dagegen sprechen“ müssen. Von kaum wahrscheinlichen Extremsituationen darf bei der Bewertungsvorsicht nicht ausgegangen werden. Dem Vorsichtsprinzip wurde angemessen Rechnung getragen, wenn angenommen werden kann, dass keine höhere Belastung des Jahresergebnisses eintritt. Selbst eine starke Betonung des Vorsichtsprinzips erfordert es nicht, voraussichtlichen künftigen Abschreibungsbedarf zu antizipieren. Deshalb ist § 253 Abs. 3 S. 3 HGB entfallen, wonach ein Wahlrecht bestand, Abschreibungen wegen künftiger Wertschwankungen vorzunehmen.

## Internationale Standards
Dem Principle of conservatism (FASB CON2, 91-97) und Principle of prudence (IASB § 37, IAS 1.13) wird international keine Priorität eingeräumt. Nach IFRS und US-GAAP ist die „Fair presentation“ der oberste Bilanzierungsgrundsatz. Hiernach muss der Jahresabschluss ein den tatsächlichen Verhältnissen entsprechendes Bild der Vermögens-, Finanz- und Ertragslage wiedergeben. Dieser Grundsatz gilt zwar auch im deutschen Bilanzrecht (§ 264 Abs. 2 HGB), doch wird er durch das Vorsichtsprinzip erheblich eingeschränkt. Während nach US-GAAP die Fair presentation ein so genanntes „Overriding principle“ darstellt, wonach zur Erhöhung der Aussagefähigkeit des Jahresabschlusses von Einzelvorschriften abgewichen werden kann (oder sogar muss), beinhalten die IAS/IFRS eine derartige Auslegung nicht. Im Rahmenkonzept (englisch framework) der IFRS wird dieses Prinzip als ein Unterpunkt des Grundsatzes der Verlässlichkeit (englisch reliability) geführt (F.37). Demnach dient der Grundsatz der prudence dazu, mit der Bilanzierung einhergehende Unsicherheiten zu berücksichtigen und Vermögenswerte nicht zu hoch, Schulden nicht zu niedrig zu bewerten. Anders als in der deutschen handelsrechtlichen Rechnungslegung ist jedoch die bewusste Bildung stiller Reserven ausdrücklich untersagt. Insgesamt hat das Prinzip der prudence somit in der Rechnungslegung einen wesentlich geringeren Stellenwert als das Vorsichtsprinzip in Deutschland.
Ansonsten wird davon ausgegangen, dass die nachgelagerten Grundsätze und die Einzelvorschriften insgesamt bei Anwendung zu einer Darstellung im Jahresabschluss führen, die dem Gebot einer glaubwürdigen Darstellung entspricht.

## Abweichungen vom Vorsichtsprinzip
Die starke Stellung des Vorsichtsprinzips im deutschen Bilanzrecht kommt auch darin zum Ausdruck, dass ausnahmsweise vorgesehene Abweichungen hiervon erläuterungspflichtig sind. Wenn Kapitalgesellschaften beabsichtigen, vom Vorsichtsprinzip abzuweichen, so ist dies unter Angabe der Gründe im Jahresabschluss zu erläutern. Der betragliche Einfluss der Abweichung auf die Vermögens-, Finanz- und Ertragslage ist gesondert darzustellen (§ 284 Abs. 2 Nr. 3 i. V. m. § 252 Abs. 2 HGB).